# Forshaga
Forshaga este un oraș în Suedia.

## Demografie
| \| Evoluția demografică a zonei urbane Forshaga, 1970–2015 \| Evoluția demografică a zonei urbane Forshaga, 1970–2015 \| Evoluția demografică a zonei urbane Forshaga, 1970–2015 \| Evoluția demografică a zonei urbane Forshaga, 1970–2015 \| Evoluția demografică a zonei urbane Forshaga, 1970–2015 \| \| --------------------------------------------------------------------------------------- \| ------------------------------------------------------- \| ------------------------------------------------------- \| ------------------------------------------------------- \| ------------------------------------------------------- \| \| An \| \| \| Locuitori \| \| \| 1970 \| 1970 \| \| 4.297 \| 4.297 \| \| 1975 \| 1975 \| \| 6.000 \| 6.000 \| \| 1980 \| 1980 \| \| 6.641 \| 6.641 \| \| 1990 \| 1990 \| \| 6.574 \| 6.574 \| \| 1995 \| 1995 \| \| 6.560 \| 6.560 \| \| 2000 \| 2000 \| \| 6.315 \| 6.315 \| \| 2005 \| 2005 \| \| 6.364 \| 6.364 \| \| 2010 \| 2010 \| \| 6.229 \| 6.229 \| \| 2015 \| 2015 \| \| 6.361 \| 6.361 \| \| Sursa: SCB - Statistika Centralbyrån, Folkmängden per tätort. Vart femte år 1960 - 2016 \| \| \| \| \| |      |  |           |       |
| Evoluția demografică a zonei urbane Forshaga, 1970–2015 |      |  |           |       |
| An |      |  | Locuitori |       |
| 1970 | 1970 |  | 4.297     | 4.297 |
| 1975 | 1975 |  | 6.000     | 6.000 |
| 1980 | 1980 |  | 6.641     | 6.641 |
| 1990 | 1990 |  | 6.574     | 6.574 |
| 1995 | 1995 |  | 6.560     | 6.560 |
| 2000 | 2000 |  | 6.315     | 6.315 |
| 2005 | 2005 |  | 6.364     | 6.364 |
| 2010 | 2010 |  | 6.229     | 6.229 |
| 2015 | 2015 |  | 6.361     | 6.361 |
| Sursa: SCB - Statistika Centralbyrån, Folkmängden per tätort. Vart femte år 1960 - 2016 |      |  |           |       |